# Refuge (1923)
Refuge is een Amerikaanse dramafilm uit 1923 onder regie van Victor Schertzinger.

## Verhaal
De leugenachtige prins Ferdinand wil trouwen met gravin Nadia om in de gunst te komen van het volk van Moravië en om zijn aanspraak op de troon kracht bij te zetten. Nadia wil daar niets van weten en ze gaat ervandoor met Gustav Kenski. Als Gustav bewusteloos wordt geslagen, trouwt ze met Gene, een soldaat die ze onderweg heeft leren kennen. Nadia wordt geschaakt door prins Ferdinand en gered door Gene. Hij blijkt de rechtmatige troonopvolger te zijn.

## Rolverdeling
| Acteur               | Personage           |
| -------------------- | ------------------- |
| Katherine MacDonald  | Nadia               |
| Hugh Thompson        | Gene                |
| J. Gunnis Davis      | Dick                |
| J. Gordon Russell    | Louis               |
| Eric Mayne           | Generaal De Rannier |
| Arthur Edmund Carewe | Prins Ferdinand     |
| Mathilde Brundage    | Mevrouw De Rannier  |
| Fred Malatesta       | Gustav Kenski       |
| Grace Morse          | Marie               |
| Victor Potel         | Alphonse            |
| Elita Proctor Otis   | Prinses             |